# Zbiór Cantora
Zbiór Cantora – podzbiór prostej rzeczywistej opisany w 1883 przez niemieckiego matematyka Georga Cantora. Zbiór ten odkrył w 1875 Henry John Stephen Smith.
Zbiór Cantora jest najprostszym przykładem fraktala.
Topologicznym zbiorem Cantora nazywa się każdą przestrzeń topologiczną homeomorficzną z trójkowym zbiorem Cantora (kostką Cantora wagi {\displaystyle \aleph _{0}}).

## Definicje

### Podstawowa konstrukcja
Klasyczny zbiór Cantora (zwany także trójkowym zbiorem Cantora) to podzbiór przedziału domkniętego {\displaystyle C_{0}:=[0,1]} liczb rzeczywistych wyznaczony przez następującą konstrukcję. Indukcyjnie wybieramy zstępujący ciąg zbiorów domkniętych {\displaystyle \langle C_{0},C_{1},C_{2},\dots \rangle ,} takich że
{\displaystyle (\otimes )_{n}}   zbiór {\displaystyle C_{n}} jest sumą {\displaystyle 2^{n}} rozłącznych odcinków domkniętych.
W kroku bazowym deklarujemy, że
zbiór {\displaystyle C_{0}} to odcinek {\displaystyle [0,1]}
(oczywiście, zbiór ten spełnia warunek {\displaystyle (\otimes )_{0}}). Krok indukcyjny konstrukcji jest opisany w sposób następujący.
Przypuśćmy, że wyznaczyliśmy już zbiór {\displaystyle C_{n}} tak, że jest sumą {\displaystyle 2^{n}} rozłącznych odcinków domkniętych (tzn. spełnia {\displaystyle (\otimes )_{n}}). Każdy z {\displaystyle 2^{n}} odcinków tworzących ten zbiór dzielimy na 3 rozłączne odcinki równej długości z których środkowy odcinek jest otwarty, a odcinki skrajne są domknięte. Wyrzucamy ze zbioru {\displaystyle C_{n}} wszystkie środkowe odcinki otwarte kładąc {\displaystyle C_{n+1}=C_{n}\setminus (I_{1}\cup \ldots \cup I_{2^{n}})} (gdzie {\displaystyle I_{1},\dots ,I_{2^{n}}} to „środkowe” odcinki z podziałów wykonanych przed chwilą). Można sprawdzić, że zbiór {\displaystyle C_{n+1}} jest sumą {\displaystyle 2^{n+1}} rozłącznych odcinków domkniętych (czyli warunek {\displaystyle (\otimes )_{n+1}} jest spełniony).

Zbiory C_{0}, C_{1}, C_{2}, C_{3}, C_{4}, C_{5} i C_{6}

Po zakończeniu procesu indukcyjnego, gdy ciąg {\displaystyle \langle C_{0},C_{1},C_{2},\dots \rangle } jest wyznaczony, definiujemy trójkowy zbiór Cantora jako część wspólną tego ciągu:
{\displaystyle C:=\bigcap _{n=0}^{\infty }C_{n}.}

### Alternatywna definicja
Trójkowy zbiór Cantora definiuje się także jako zbiór wszystkich liczb rzeczywistych mających postać:
{\displaystyle a=\sum _{i=1}^{\infty }{\frac {a_{i}}{3^{i}}},}
gdzie {\displaystyle a_{i}\in \{0,2\}.} Tak więc jest to zbiór tych liczb rzeczywistych z przedziału {\displaystyle [0,1],} dla których istnieje rozwinięcie w układzie trójkowym, w którym nigdzie po przecinku nie występuje jedynka albo występuje jedna i jest ona równocześnie ostatnią cyfrą tego rozwinięcia (ściślej: ostatnią różną od zera).

### Modyfikacje konstrukcji

Odpowiednik zbioru Cantora w 3 wymiarach (kostka Cantora dla - 5 stopni rekurencji) o wymiarze fraktalnym

W klasycznej konstrukcji zbioru Cantora (opisanej powyżej) wybiera się zbiory {\displaystyle C_{n},} tak że każdy z nich jest sumą {\displaystyle 2^{n}} rozłącznych odcinków domkniętych długości {\displaystyle \left({\tfrac {1}{3}}\right)^{n}.} Możemy zmodyfikować tę konstrukcję tak, że wybierając zbiory {\displaystyle C_{n+1}} wyrzucamy środkowe części odcinków składających się na {\displaystyle C_{n},} ale długość wyrzuconych odcinków może być różna od 1/3 długości odcinków dzielonych.
Jedna z konstrukcji tego typu prowadzi do zbioru Smitha-Volterra-Cantora. Indukcyjnie wybieramy zstępujący ciąg zbiorów domkniętych {\displaystyle \langle D_{0},D_{1},D_{2},\dots \rangle } tak, że każdy zbiór {\displaystyle D_{n}} jest sumą {\displaystyle 2^{n}} rozłącznych odcinków domkniętych. Proces indukcyjny zaczyna się od określenia
{\displaystyle D_{0}=[0,1].}
Następnie, przypuśćmy, że zbiór {\displaystyle D_{n}} jest już wyznaczony i jest on sumą {\displaystyle 2^{n}} rozłącznych odcinków domkniętych, {\displaystyle D_{n}=I_{1}\cup \ldots \cup I_{2^{n}}.} W centrum każdego z odcinków {\displaystyle I_{k}} wybieramy otwarty pododcinek {\displaystyle J_{k}} długości {\displaystyle |J_{k}|=2^{-2(n+1)}.} Kładziemy {\displaystyle D_{n+1}=D_{n}\setminus (J_{1}\cup \ldots \cup J_{2^{n}}).}

Zbiory D_{0}, D_{1}, D_{2}, D_{3}, D_{4}, D_{5}

Zbiór Smitha-Volterra-Cantora jest zdefiniowany jako
{\displaystyle D:=\bigcap _{n=0}^{\infty }D_{n}.}

## Podstawowe właściwości
Trójkowy zbiór Cantora {\displaystyle C{:}}
- ma moc continuum
- jest zwartym zbiorem doskonałym (tzn. nie ma punktów izolowanych),
- jest nigdziegęstym podzbiorem odcinka {\displaystyle [0,1],}
- jest zbiorem miary zero (w sensie Lebesgue’a),
- jako podprzestrzeń prostej ma bazę złożoną ze zbiorów {\displaystyle P_{1},P_{2},\dots } domknięto-otwartych i takich, że {\displaystyle \lim \mathrm {diam} (P_{n})=0.} W szczególności jest on przestrzenią zerowymiarową. Jest on homeomorficzny z produktem przeliczalnie wielu kopii przestrzeni dyskretnych {\displaystyle \{0,1\}.}

Wymiar fraktalny klasycznego zbioru Cantora wynosi
{\displaystyle {\frac {\ln 2}{\ln 3}}=0{,}630929754\dots }
Nie wszystkie zbiory Cantora mają miarę Lebesgue’a zero – poprzez odpowiednie zmiany w konstrukcji (wyrzucanie odpowiednio mniejszych odcinków) możemy skonstruować zbiór Cantora, którego miara jest dowolną liczbą z przedziału {\displaystyle [0,1).} Na przykład opisany wcześniej zbiór Smitha-Volterra-Cantora {\displaystyle D} ma miarę 1/2 (i jest nigdziegęsty).
Konsekwencją istnienia nieprzeliczalnych zbiorów miary zero oraz tego, że miara Lebesgue’a jest zupełna jest fakt, iż σ-ciało zbiorów mierzalnych w sensie Lebesgue’a jest mocy {\displaystyle 2^{\mathfrak {c}}.}

## Zbiór Cantora w szerszym sensie
Topologicznie zbiór Cantora to każda przestrzeń zwarta, metryzowalna, której składowe spójności składają się z jednego punktu i której każdy punkt jest punktem skupienia. Ważne jest twierdzenie, które mówi, że przestrzeń jest zwarta i metryzowalna wtedy i tylko wtedy, kiedy jest ciągłym obrazem zbioru Cantora.

## Topologiczna charakteryzacja zbioru Cantora
Brouwer udowodnił, że zbiór Cantora jest jedyną z dokładnością do homeomorfizmu przestrzenią topologiczną, która jest doskonała, niepusta, zwarta, metryzowalna i zerowymiarowa.